# Togiola Tulafono
Togiola Talalelei A. Tulafono (født 28. februar 1947 på Aunu'u Island i Amerikansk Samoa) er en amerikansk politiker, og den 56. guvernør i Amerikansk Samoa. Han er medlem af det Demokratiske parti.

## Politisk karriere
Tulafono blev 3. januar 1997 taget i ed som viceguvernør for Amerikansk Samoa, under guvernør Tauese Sunias ledelse. Tulafono var viceguvernør indtil Sunia's pludselige død 26. marts 2003, og Tulafono blev straks udpeget til fungerende guvernør indtil han officielt blev taget i ed den 7. april 2003.
Ved guvernør valget den 16. november 2004, besejrede Tulafono sin modkandidat Afoa Moega Lutu med 56 % af stemmerne, mod Lutus 44 %. Tulafono vandt også valget i 2008, da han besejrede Utu Abe Malae efter to valgrunder i midten af november.

## Personligt
Togiola Tulafono fik i 1970 en bachelorgrad i fagene sociologi og statskundskab på Chadron State College i Chadron, Nebraska. I 1975 bestod han en Doctor of law eksamen fra Washburn University i Topeka, Kansas.
Han er gift med Mary Ann Tulafono, og sammen har de 6 børn.